# 丽贝卡·克拉克

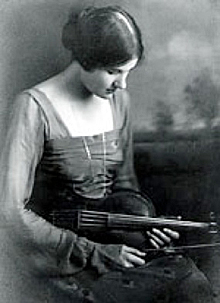
克拉克手持中提琴（摄于1919年）

丽贝卡·克拉克（英語：Rebecca Clarke，1886年8月27日—1979年10月13日）是英裔美国古典音乐作曲家、国际知名中提琴演奏家，也是历史上很早的女子职业管弦乐手。克拉克生于英格兰哈罗，在伦敦大学皇家音乐学院学习期间因老师突然向她求婚退学，后又进入南肯辛顿皇家音乐学院深造。她拥有英美双重国籍，父亲是美国人，母亲是德国人，第二次世界大战爆发后滞留美国，于1944年和作曲家兼钢琴演奏家詹姆斯·弗里斯金结为连理，战争结束后定居美国，长寿的一生中大部分时间都在该国生活。1979年，克拉克在纽约家中去世，享年93岁。
克拉克作品不多，但作曲技巧和才华颇受认可。她的部分作品至今仍未出版，另有相当一部分是近期出版，即便是克拉克在世期间发行的作品，在她停止作曲后也基本被世人遗忘，直到1976年才再度引起音乐界的兴趣。丽贝卡·克拉克学会于2000年成立，旨在推动克拉克音乐的研究和演出。

## 早年经历

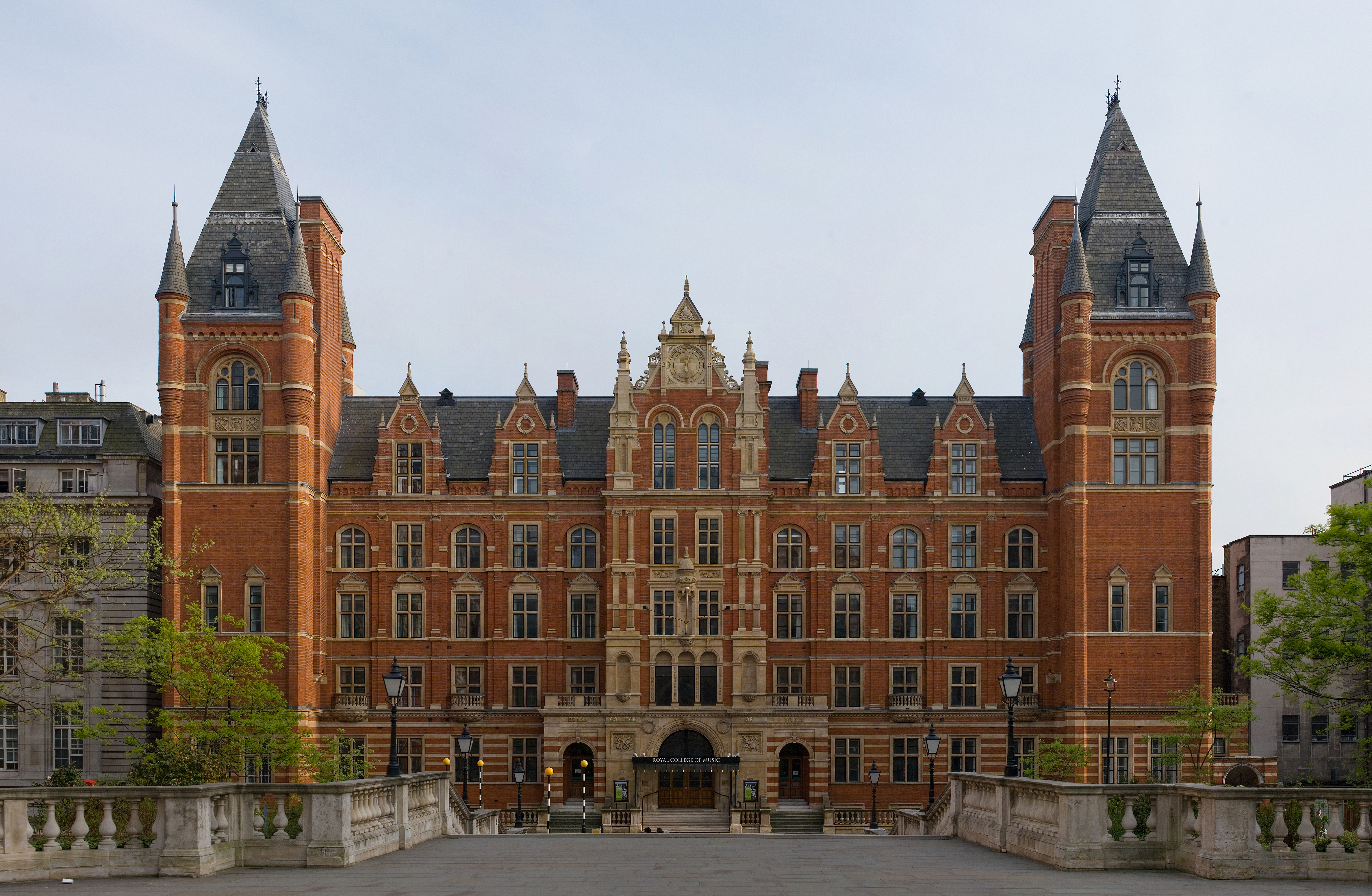
克拉克于1907至1910年在南肯辛顿的皇家音乐学院深造

1886年8月27日，丽贝卡·克拉克在英格兰哈羅區出生，父亲约瑟夫·泰彻·克拉克（Joseph Thacher Clarke）是美国人，母亲艾格尼丝·宝琳娜·玛丽·阿玛莉·赫尔费里奇（Agnes Paulina Marie Amalie Helferich）来自德国。约瑟夫热爱音乐，安排比丽贝卡小15个月的弟弟汉斯·泰彻·克拉克（Hans Thacher Clarke）学习音乐，丽贝卡旁听几节课后开始学习小提琴。1903年，她进入伦敦大学皇家音乐学院学习，但因1905年和声教师珀西·希尔德·迈尔斯（Percy Hilder Miles）向她求婚，父亲马上安排女儿退学。约瑟夫后来在遗嘱中把斯特拉迪瓦里小提琴留给女儿。离开皇家音乐学院后不久，丽贝卡首度前往美国。接下来她又于1907至1910年进入南肯辛顿皇家音乐学院深造，成为首批向查尔斯·维利尔斯·斯坦福爵士学习作曲的女学员。中提琴此时逐渐成为获得普遍认可的独奏乐器，克拉克在斯坦福的敦促下将学习重心从小提琴转移到中提琴，与当时颇富盛名的中提琴演奏家莱昂内尔·特蒂斯（Lionel Tertis）一起学习。1910年，克拉克与皇家音乐学院的同学合作，创作中国背景诗歌《泪》（Tears）。她还组织学生音乐会研究并表演乔瓦尼·皮耶路易吉·达·帕莱斯特里纳的曲目，并在雷夫·佛汉·威廉斯指导下亲自献唱。
丽贝卡发现父亲的婚外情后严辞谴责，结果被约瑟夫赶出家门并切断经济来源。她被迫在1910年离开皇家音乐学院，开始靠拉中提琴维生。1912年，亨利·伍德邀请她加入女王音乐厅管弦乐团，克拉克至此成为历史上很早的职业管弦乐团女乐手。1916年，她移居美国继续表演生涯。1918年，克拉克署化名安东尼·特伦特（Anthony Trent）创作的中提琴与钢琴抒情小品《摩耳甫斯》（Morpheus）在纽约首演，她亲自上台与大提琴演奏家梅·穆克尔（May Mukle）合作演出。评论家称赞“特伦特”创作的乐曲，但对克拉克在首演作品时的表现基本视而不见。1919年，克拉克的邻居、音乐赞助人伊丽莎白·斯普拉格·柯立芝（Elizabeth Sprague Coolidge）举办作曲竞赛，克拉克以《中提琴奏鸣曲》参赛，拉开个人作曲生涯高峰的序幕。最终克拉克与欧内斯特·布洛赫的作品在72位参赛者中脱颖而出，并列排名第一。柯立芝随后宣布布洛赫胜出，记者推测“丽贝卡·克拉克”不过是布洛赫的化名，或者是认为《中提琴奏鸣曲》绝对不可能真是克拉克作曲，因为当时社会甚至无法想象女人能创作出如此美妙的音乐。《中提琴奏鸣曲》获得普遍好评，于1919年在伯克希尔音乐节（Berkshire music festival）首演。1921年，克拉克以《钢琴三重奏》再次在柯立芝的作曲比赛中大放异彩，但依然未获冠军。1923年，三度参赛的克拉克交出大提琴和钢琴《狂想曲》，成为柯立芝作曲比赛唯一的女冠军。这三部作品代表克拉克作曲生涯的高潮。

## 晚年及婚姻
克拉克于1922至1923年举行首次世界巡回演出，然后从1924年开始在伦敦参加独奏及合奏演出。1927年，她与玛乔丽·海沃德（Marjorie Hayward）、凯瑟琳·朗（Kathleen Long）和梅·穆克尔组建女子钢琴四重奏乐团“英格兰乐团”。20世纪20至30年代，克拉克多次参与唱片录制，并在英国广播公司的音乐节目中表演，这段时间她的作曲量大幅下降。1931年，克拉克随英格兰乐团在巴黎殖民博览会演出。1927至1933年间，克拉克同小她八岁的英国已婚男中音歌唱家约翰·高斯（John Goss）陷入热恋。克拉克创作的多首成熟歌曲均由高斯首演，其中《六月暮光》（June Twilight）和《印章人》（The Seal Man）都是专门为他所作。她在两人恋情结束时完成《老虎老虎》（Tiger, Tiger），此后直到20世纪40年代初才再度创作独唱曲目。
第二次世界大战爆发时，正在美国探望两个弟弟的克拉克无法获得签证返回英国，所以在弟弟家暂住。1942年，她接受聘请为康涅狄格州居民担任家庭教师。1939至1942年间，她共写出十首曲目，其中包括《英格兰古调帕萨卡利亚舞曲》（Passacaglia on an Old English Tune）。1944年，克拉克在曼哈顿偶遇南肯辛顿皇家音乐学院的老同学詹姆斯·弗里斯金（James Friskin），后者此时已是作曲家和音乐会钢琴家，还是茱莉亚学院的创始成员，两人此时均已年近花甲，重拾友谊后很快就在同年九月结为连理。据音乐学家莉安·柯蒂斯（Liane Curtis）表述，弗里斯金让克拉克“感受到深切的满足感和平衡感”。
音乐史学家斯蒂芬·班菲尔德（Stephen Banfield）宣称，克拉克是战间期英国最杰出的女作曲家，但她后期完成的作品很少。克拉克患有持续性抑郁症，而且她的创作不但很少得到鼓励，有些甚至遭遇彻底否定，这都导致她不愿意作曲。克拉克自认无法平衡私生活和作曲需求，在她看来，作曲需要全天候投入，“除非每天一睁眼想到的第一件事和入睡前思考的最后一件事”都是作曲，否则就根本做不到。虽有丈夫鼓励，但克拉克婚后就不再演出和作曲，但还是继续编曲直至去世前不久。
克拉克卖掉父亲留着她的斯特拉迪瓦里小提琴，在伦敦大学皇家音乐学院设立梅·穆克尔奖，该奖至今坚持每年向杰出的大提琴家颁发。1967年丈夫去世后，她开始撰写回忆录《我也曾有爸爸》（I Had a Father Too，又名《芥末勺》）并在1973年完成，但一直没有出版。根据书中记载，克拉克小时候经常遭父亲殴打，家庭关系十分紧张，她对生活及地位的看法因此改变。1979年10月13日，丽贝卡·克拉克在纽约的家中去世，享年93岁，遗体火葬处理。

## 音乐

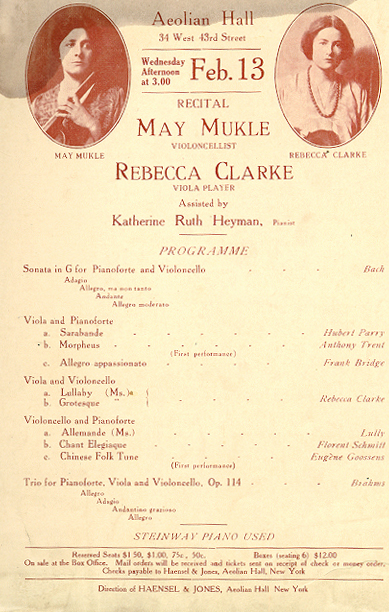
1918年克拉克作品的节目单，她的二重奏《摩耳甫斯》作者显示化名安东尼·特伦特

克拉克长年从事中提琴职业演奏，所以创作的大部分音乐作品都有中提琴声部，并且大多是为自己或参加的乐团所写。她曾加入多个全女子室内乐团，如诺拉·克兰奇四重奏（Nora Clench Quartet）、英格兰乐团及达兰尼姐妹（d'Aranyi Sisters）。她还在世界各地巡回演出，特别是同大提琴家穆克尔。她的作品受到二十世紀古典音樂多种潮流显著影响。克拉克与当时许多世界知名的作曲家相互熟悉，其中包括布洛赫和莫里斯·拉威尔，外界也经常对比他们的作品。
评论经常将克拉克的作品与德彪西印象派联系起来，特别是乐曲中丰富的层次感和现代主义和声。她的《中提琴奏鸣曲》（与布洛赫、欣德米特的《中提琴奏鸣曲》在同一年发表）便是其中典范，首先以五声音阶主题开场，配以浑厚和声和情绪强烈的自然音，以及密集且复杂的节奏层次。这首乐曲至今仍是中提琴标准曲目。再早一年的《摩耳甫斯》是克拉克连续创作十余年歌曲和小品后完成的第一部长篇。拿下柯立芝作曲比赛冠军的《狂想曲》约有23分钟长，是克拉克最显雄心的作品：复杂的音乐理念、暧昧的音调，令全曲情绪丰厚多变。相比之下，她一年后完成的小提琴独奏曲《仲夏之月》（Midsummer Moon）十分轻快灵动。
除弦乐室内乐外，克拉克创作的歌曲也很多，早期绝大部分作品都是钢琴伴奏人声独唱。1933年的《老虎老虎》以威廉·布莱克诗作《虎》（The Tyger）为背景，曲风阴暗、充满沉思感，接近表现主义曲风。这首歌的创作周期长达五年，期间她正与高斯相恋，没有涉足其他作品，后在1972年修订。不过，她的大部分歌曲本质上都很轻快，最早的作品都是轻音乐歌曲，然后吸纳威廉·巴特勒·叶芝、約翰·麥斯菲爾和阿尔弗雷德·爱德华·豪斯曼等人经典作品的影响自创音乐体系。
1939至1942年间是克拉克停止作曲前最后的高产期，她的音乐风格变得更加鲜明和对位，注重音乐动机和音调结构，这些都是新古典主义音乐的标志。克拉克1941年完成的《杜姆卡》（Dumka）直到21世纪才出版，由小提琴、中提琴和钢琴演奏，折射巴托克·贝拉和博胡斯拉夫·马尔蒂努的东欧民俗音乐风。克拉克同样在1941年创作并亲自登台首演的《英格兰古调帕萨卡利亚舞曲》根据托马斯·塔利斯创作的音乐主题发展，并且主题旋律贯穿始终。乐曲富于情调，以多利安调式为主，但又转入十分少见的弗里吉安调式（Phrygian mode）。克拉克在曲谱中标注敬献，表面上看是指她的侄女玛格达琳（Magdalen），但学者推测更可能是组织音乐会纪念克拉克故友弗兰克·布里奇的本杰明·布里顿，布里奇对克拉克的音乐影响很大。同样在1941年完成的《前奏、快板和田园曲》（Prelude, Allegro, and Pastorale）也受到新古典主义音乐显著影响，起初是她为弟弟和弟妹创作，由单簧管和中提琴演奏。
克拉克没有谱写交响曲、协奏曲之类大型作品。她共计创作52首歌曲、11段合唱曲目、21部室内乐、钢琴三重奏和中提琴奏鸣曲。她的作品曾在很长一段时间被世人遗忘，但在1976年广播电台播出庆祝她鲐背之年的节目后再度引起音乐界兴趣。克拉克的大半作品至今没有出版，与她的创作的文稿一样由后人收藏，直到21世纪初才有更多作品印刷出版或录音，如2002年发行的两首弦乐四重奏和《摩耳甫斯》。
现代评论家普遍认可克拉克的作品。1981年7月的《留声机》（Gramophone）杂志称赞她的小提琴奏鸣曲“思路通透、结构完善”，1985年7月该杂志又发文评述乐曲中“强烈的情绪和暗沉的乐调”。英国中提琴家海伦·卡勒斯（Helen Callus）曾录制克拉克的部分曲目，安德鲁·阿亨巴赫（Andrew Achenbach）在2003年针对录音发表的评论中认为，《摩耳甫斯》既“震撼”又显“柔弱”。2005年，劳伦斯·维特斯（Laurence Vittes）赞扬克拉克的《摇篮曲》（Lullaby）“极其甜美而温柔”。此外，《留声机》还在1987年3月刊发评论，称“如此出众的笔触和这般动人的音乐居然默默无闻那么多年，实在不可思议”。2017年，广播三台将克拉克选为“本周作曲家”，并播放五小时的音乐作品。

## 丽贝卡·克拉克学会
2000年，音乐学家柯蒂斯和杰西·安·欧文斯（Jessie Ann Owens）在布兰戴斯大学女子学习研究中心创办丽贝卡·克拉克学会（The Rebecca Clarke Society），旨在提升丽贝卡·克拉克作品的名气，推动演出和学术研究，至今已促成克拉克作品的多次世界首演，录制尚未发行的曲目并在期刊发表文章。
学会从克拉克的遗产中找到尚未出版的作品，如1997年发现的歌曲《宾诺里》（Binnorie）长12分钟，根据凯尔特人民间传说创作，后于2001年10月27日在波士顿公共图书馆首演。学会创立至今已发表数十部此前不为世人所知的作品，克拉克的多首室内乐，如大提琴与钢琴《狂想曲》及她唯一的钢琴曲《送葬》（Cortège）都于2000年使用她遗留下来的曲谱首度录音。2002年，学会组织并赞助1907和1909年小提琴奏鸣曲的世界首演。2016年，她的钢琴三重奏在英国演出并经广播三台直播，此后又与其他作品一起在美国、奥地利、爱尔兰等国家演出，最近一次是2020年2月在纽约州表演。
学会主席柯蒂斯也是2004年开始在印第安纳大学出版社发行的图书《丽贝卡·克拉克读者》（A Rebecca Clarke Reader）主编，但因克拉克遗产现任管理人投诉书中引用尚未发表的素材而召回。不过，该书此后又经丽贝卡·克拉克学会重新出版。

## 扩展阅读
- Ann M. Woodward. . J. & W. Chester, Ltd. 1985.